# Холмовское сельское поселение
Холмовское сельское поселение — упразднённое муниципальное образование в составе Угранского района Смоленской области России.
Административный центр — деревня Холмы.
Образовано законом от 28 декабря 2004 года. Упразднено законом от 25 мая 2017 года с включением всех входивших в его состав населённых пунктов в Всходское сельское поселение.

## Географические данные
- Расположение: юго-западная часть Угранского района
- Общая площадь: 133,23 км²
- Граничит:
  - на севере — с Захарьевским сельским поселением
  - на северо-востоке — с Всходским сельским поселением
  - на юго-востоке — с Арнишицким сельским поселением
  - на юге — с Калужской областью
  - на западе — с Ельнинским районом
- По территории поселения проходит автомобильная дорога Всходы —Холмы.
- Крупные реки: Демина, Ужрепт, озеро Холмовское (площадь около 15га).

## Население
| 2007 | 2011 | 2012 | 2013 | 2014 | 2015 | 2016 |
| ---- | ---- | ---- | ---- | ---- | ---- | ---- |
| 177  | ↘124 | →124 | ↘116 | ↘109 | ↘107 | ↘103 |
| 2017 |      |      |      |      |      |      |
| ↘95  |      |      |      |      |      |      |

## Населённые пункты
На момент упразднения на территории поселения находилось 12 населённых пунктов:
- Деревня Холмы — административный центр
- Буда, деревня
- Глотовка, деревня
- Громша, деревня
- Каменка, деревня
- Оселье, деревня
- Речица, деревня
- Рисавы, деревня
- Сергеевка, деревня
- Терентеево, деревня
- Шемени, деревня
- Шилово, деревня

В 2010 году была упразднена деревня Тесное, входившая в состав поселения.